# Dario Šimić
Dario Šimić (hr[ˈdaːriɔ ˈʃiːmitɕ]; n. 12 noiembrie 1975, Zagreb, Croația) este un fost fotbalist croat, care juca pe postul de fundaș. Šimić este al patrulea cel mai selecționat jucător al echipei naționale a Croației, cu 100 de selecții la activ, reprezentând naționala la 3 Campionate Mondiale (1998, 2002 și 2006) și la 3 Campionate Europene de Fotbal (1996, 2004 și 2008). La momentul retragerii de la națională, în 2008, el era lider după numărul de selecții.
Dario Šimić și-a încheiat cariera de fotbalist în anul 2010.

## Statistici carieră
|         |                       |          | Campionat | Campionat | Cupă            | Cupă            | Cupa Ligii        | Cupa Ligii        | Continental | Continental | Total   | Total  |
| Sezon   | Club                  | League   | Meciuri   | Goluri    | Meciuri         | Goluri          | Meciuri           | Goluri            | Meciuri     | Goluri      | Meciuri | Goluri |
| Croatia | Croatia               | Croatia  | Campionat | Campionat | Cupa Croației   | Cupa Croației   | Cupa Ligii        | Cupa Ligii        | Europe      | Europe      | Total   | Total  |
| ------- | --------------------- | -------- | --------- | --------- | --------------- | --------------- | ----------------- | ----------------- | ----------- | ----------- | ------- | ------ |
| 1992/93 | Croatia Zagreb        | Prva HNL | 6         | 0         |                 |                 | -                 | -                 | -           | -           | 6       | 0      |
| 1993/94 | Croatia Zagreb        | Prva HNL | 19        | 2         |                 |                 | -                 | -                 | -           | -           | 19      | 2      |
| 1994/95 | Croatia Zagreb        | Prva HNL | 22        | 1         |                 |                 | -                 | -                 | 1           | 0           | 23      | 1      |
| 1995/96 | Croatia Zagreb        | Prva HNL | 26        | 2         |                 |                 | -                 | -                 | -           | -           | 26      | 2      |
| 1996/97 | Croatia Zagreb        | Prva HNL | 25        | 6         |                 |                 | -                 | -                 | 4           | 1           | 29      | 7      |
| 1997/98 | Croatia Zagreb        | Prva HNL | 29        | 2         |                 |                 | -                 | -                 | 9           | 1           | 38      | 3      |
| 1998/99 | Croatia Zagreb        | Prva HNL | 13        | 1         |                 |                 | -                 | -                 | 8           | 0           | 21      | 1      |
| Italy   | Italy                 | Italy    | Campionat | Campionat | Coppa Italia    | Coppa Italia    | Cupa Ligii        | Cupa Ligii        | Europe      | Europe      | Total   | Total  |
| 1998/99 | Internazionale Milano | Serie A  | 15        | 2         | 6               | 0               | -                 | -                 | 6           | 0           | 27      | 2      |
| 1999/00 | Internazionale Milano | Serie A  | 19        | 1         | 3               | 0               | -                 | -                 | -           | -           | 22      | 1      |
| 2000/01 | Internazionale Milano | Serie A  | 18        | 0         | 2               | 0               | -                 | -                 | 4           | 1           | 24      | 1      |
| 2001/02 | Internazionale Milano | Serie A  | 12        | 0         | 1               | 0               | -                 | -                 | 8           | 0           | 21      | 0      |
| 2002/03 | Milan                 | Serie A  | 29        | 1         | 3               | 0               | -                 | -                 | 13          | 0           | 45      | 1      |
| 2003/04 | Milan                 | Serie A  | 10        | 0         | 6               | 0               | -                 | -                 | 2           | 0           | 18      | 0      |
| 2004/05 | Milan                 | Serie A  | 2         | 0         | 1               | 0               | -                 | -                 | -           | -           | 3       | 0      |
| 2005/06 | Milan                 | Serie A  | 15        | 0         | 4               | 0               | -                 | -                 | 2           | 0           | 21      | 0      |
| 2006/07 | Milan                 | Serie A  | 22        | 0         | 6               | 0               | -                 | -                 | 6           | 0           | 34      | 0      |
| 2007/08 | Milan                 | Serie A  | 4         | 0         | 2               | 0               | -                 | -                 | 1           | 0           | 7       | 0      |
| France  | France                | France   | Campionat | Campionat | Coupe de France | Coupe de France | Coupe de la Ligue | Coupe de la Ligue | Europe      | Europe      | Total   | Total  |
| 2008/09 | Monaco                | Ligue 1  | 27        | 0         | 2               | 0               | 1                 | 0                 | -           | -           | 30      | 0      |
| 2009/10 | Monaco                | Ligue 1  | 0         | 0         | 0               | 0               | 0                 | 0                 | -           | -           | 0       | 0      |
| Croatia | Croatia               | Croatia  | Campionat | Campionat | Cupa Croației   | Cupa Croației   | Cupa Ligii        | Cupa Ligii        | Europe      | Europe      | Total   | Total  |
| 2009/10 | Dinamo Zagreb         | Prva HNL | 0         | 0         |                 |                 | -                 | -                 | 2           | 0           | 2       | 0      |
| Country | Croatia               | Croatia  | 140       | 14        |                 |                 | -                 | -                 | 24          | 2           | 164     | 16     |
| Country | Italy                 | Italy    | 146       | 4         | 34              | 0               | -                 | -                 | 42          | 1           | 222     | 5      |
| Country | France                | France   | 27        | 0         | 2               | 0               | 1                 | 0                 | -           | -           | 30      | 0      |
| Total   | Total                 | Total    | 313       | 18        | 37              | 0               |                   |                   | 66          | 3           | 416     | 21     |

| Croația | Croația | Croația |
| An      | Meciuri | Goluri  |
| ------- | ------- | ------- |
| 1996    | 5       | 0       |
| 1997    | 8       | 0       |
| 1998    | 13      | 1       |
| 1999    | 7       | 0       |
| 2000    | 5       | 0       |
| 2001    | 8       | 0       |
| 2002    | 6       | 0       |
| 2003    | 10      | 1       |
| 2004    | 8       | 0       |
| 2005    | 5       | 0       |
| 2006    | 11      | 1       |
| 2007    | 9       | 0       |
| 2008    | 5       | 0       |
| Total   | 100     | 3       |

## Palmares

### Națională
Croația
- Campionatul Mondial de Fotbal 1998: Lodul trei – Medalia de bronz

### Dinamo Zagreb
- Prva HNL (5): 1992–93, 1995–96, 1996–97, 1997–98, 1998–99
- Cupa Croației (4): 1993–94, 1995–96, 1996–97, 1997–98
- Supercupa Croației (1): 2010

### Milan
- Serie A (1): 2003–04
- Coppa Italia (1): 2003
- Supercoppa Italiana (1): 2004
- Liga Campionilor (2): 2002–03, 2006–07
- Supercupa Europei (1): 2003
- Campionatul Mondial al Cluburilor FIFA (1): 2007

### Goluri internaționale
| #   | Data               | Stadion                                  | Oponent   | Scor  | Rezultat | Competiția                                           |
| --- | ------------------ | ---------------------------------------- | --------- | ----- | -------- | ---------------------------------------------------- |
| 01. | 10 octombrie 1998  | Ta' Qali Stadium, Ta' Qali, Malta        | Malta     | 1 – 1 | 1–4      | Preliminariile Campionatului European de Fotbal 2000 |
| 02. | 10 septembrie 2003 | King Baudouin Stadium, Brussels, Belgium | Belgia    | 1 – 1 | 2–1      | Preliminariile Campionatului European de Fotbal 2004 |
| 03. | 1 martie 2006      | St. Jakob-Park, Basel, Switzerland       | Argentina | 3 – 2 | 3–2      | Meci amical                                          |